# عبد الرؤوف القدوة الحسيني
عبد الرؤوف القدوة الحسيني (1860 - 1952[بحاجة لمصدر]) هو والد الرئيس الفلسطيني ياسر عرفات.

## حياته
والده هو داوود القدوة الحسيني ولد عام 1835[بحاجة لمصدر].
عمل في تجارة الأقمشة والحبوب وتنقل بين القدس وغزة والقاهرة. تزوج من زهوة أبو السعود ولهما سبعة أبناء هم إنعام وجمال ويسرى ومصطفى وياسر وخديجة ووفتحي. توفيت زوجته الأولى زهوة في عام 1933 وتزوج من نظيرة غزولي.
توفي عبد الرؤوف داوود القدوة الحسيني في عام 1952[بحاجة لمصدر] في خانيونس ودفن في مقبرة عائلة الآغا.